# Cultura musulmana

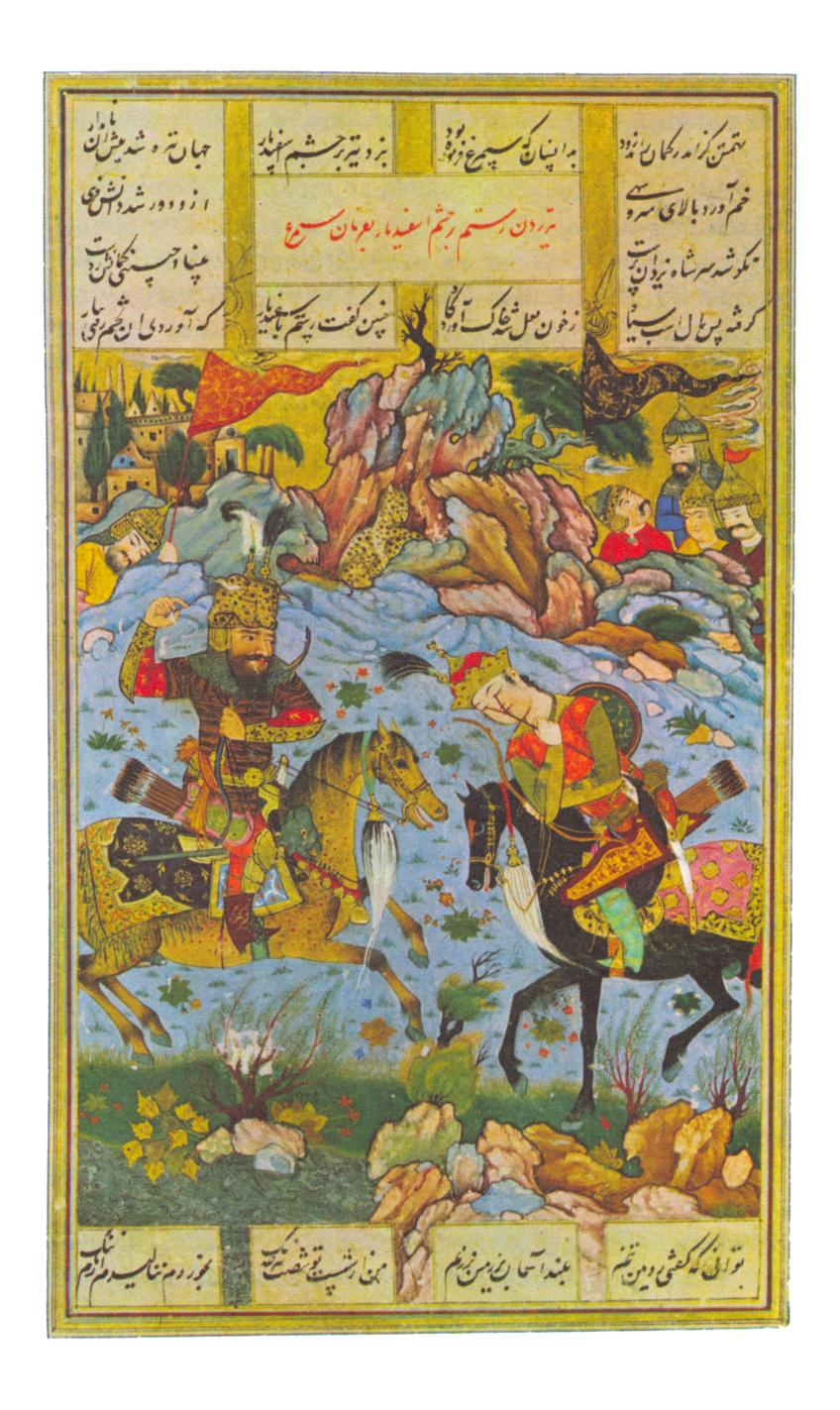
La epopeya persa de Rostam y Esfandiyar del Shahnameh. Este tipo de relatos influirían posteriormente en las canciones de gesta europeas.

Cultura musulmana o Cultura islámica  es la expresión utilizada por los 
historiadores para describir todas las prácticas culturales de los pueblos islámicos, sobre todo en el pasado. Se considera que la cultura musulmana ante la Edad Media en el occidente, época que coincide con la máxima extensión que llegaron a tener los diferentes reinos del tronco musulmán.
Toda la cultura musulmana estuvo condicionada por un elemento dominante: la religión. Esta se transmitía por medio de escuelas y universidades que proliferaron a lo largo y ancho de todo el imperio financiadas por los propios.

## Musulmanes religiosos
El islam es una religión monoteísta que según el Dios le reveló a Mahoma, cronológicamente la tercera gran corriente monoteísta de la familia de las religiones abrahámicas. Su origen se sitúa en la península arábiga en el siglo VII d. C. Su libro sagrado es el Corán,  que fue revelado al profeta Mahoma por medio del arcángel Gabriel. Consideran a la Torá, los Salmos y el Evangelio como libros revelados, pero tergiversados por el hombre.
Los cinco pilares del islam constituyen los preceptos fundamentales obligatorios para los musulmanes de acuerdo con la visión mayoritaria suní. Estos son:
- La profesión de fe consiste en declarar lo siguiente:

Ašhādu lā ilāha illā llah Wa Ašhādu anna Muḥammadan rasūlu l-lāh, esto es "testifico que no hay más divinidad que Dios y testifico que Muhámmad es el mensajero de Dios" (a lo que los chiíes añaden wa ‘Alīyan walīyu l-lāh, «y Alí es el allegado de Dios»).
- La oración o ṣalāt, que obliga a cada creyente a rezar cinco veces al día en dirección a La Meca.
- La limosna o zakāt, con la cual una vez al año los musulmanes pudientes deben dar a las personas más pobres de su comunidad una cuarentava parte de sus haberes si es que excede de un determinado mínimo.
- El ayuno o ṣawm, que consiste en abstenerse desde la salida a la puesta del sol de comer, beber, fumar y mantener relaciones sexuales durante el mes de Ramadán.
- La peregrinación a La Meca o haŷ, que debe realizarse por lo menos una vez en la vida para quien tenga las capacidades físicas y materiales de hacerlo. Es entre el 8 y el 13 del mes lunar de dhu al-hiŷŷa cuando se lleva en efecto el gran peregrinaje a La Meca.

## Ciencias

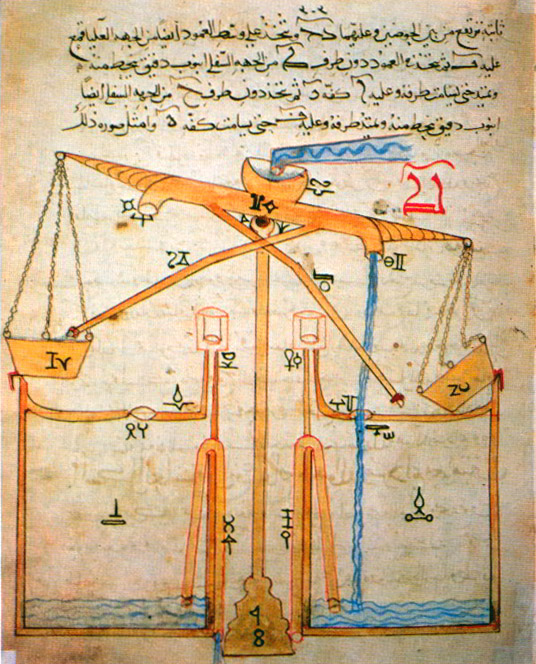
Al-Jazari, libro del.

Las ciencias y técnicas islámicas se desarrollan principalmente en la Edad Media y 200 años más, en el contexto político-religioso de la expansión musulmana. El mundo musulmán tuvo su apogeo entre el siglo VIII y el siglo XIV, hablándose de este periodo como la "Edad de oro de la ciencia árabe".
Su desarrollo se inicia en la ciudad de Damasco de los últimos omeyas y en la Bagdad de los primeros abbásidas. Esto se debió principalmente a una apropiación del saber debido a la traducción masiva de obras de la Antigüedad, que trataban temas de física, matemática, astronomía e incluso medicina; traducciones que contribuyeron en la creación de una cultura árabe clásica, nunca más igualada en aquella zona geográfica posteriormente.
En este contexto, la lengua árabe, lengua del corpus sagrado del islam, jugará un rol esencial como herramienta y vehículo de esta cultura, que entonces no era sólo una simple traducción del pensamiento griego, pues ahora lo había complementado con numerosas innovaciones. La situación de ser un punto de encuentro entre Oriente y Occidente le permitió al Imperio árabe adoptar en parte algunas influencias indias y chinas al respecto.

## Literatura
Sin lugar a dudas la obra más influyente en la literatura musulmana, no solo por el carácter religioso que tiene, sino también por su compleja redacción y calidad literaria, rica en figuras literarias, siendo El Corán la más compleja obra que cualquier otra escrita con anterioridad en la zona. La época de mayor impacto del Corán es conocida como árabe clásico. Junto con el Corán, en los primeros tiempos de la literatura musulmana se halla una cantidad significativa de textos religiosos de poderosa significación y alcance, tales como las sunnah, el tafsir o Comentario sobre el Corán y las palabras de Alí recopiladas en el Nahch al-balágah, también conocidas como El camino de la elocuencia.

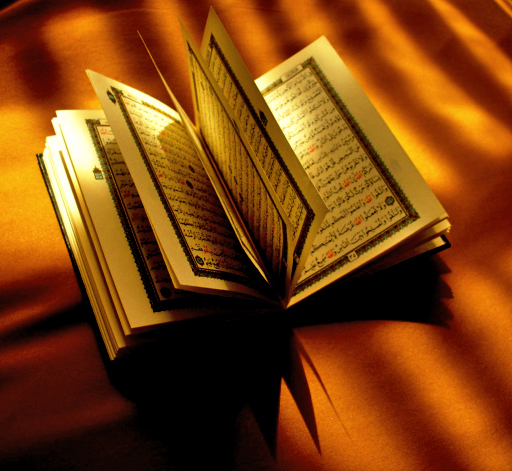
El Corán.

Al iniciarse las búsquedas por parte de los primeros musulmanes acerca de la vida de Mahoma y de los significados de la súnnah, se comienza a generar el desarrollo de una verdadera erudición islámica, cuyas cumbres se encuentran sobre todo en el campo de la poesía, además del desarrollo de diversas áreas literarias, como las biografías del profeta escritas una por Wahb ibn Munabbih y la más reconocida hecha por Muhámmad ibn Ishaq, los estudios gramáticos encargados por el Califa Alí a Abu al-Aswad al-Du'ali y perfeccionados por Sibuyé, y el primer diccionario de árabe llevado a cabo por Khalil ibn Ahmad.
Las obras literarias de mayor reconocimiento de la cultura musulmana son las crónicas de viajes, iniciadas por Ibn Khurradadhbih, pero con su mayor genio en los relatos de Ibn Battuta. En el campo de la historia, la obra Muqaddima de Ibn Jaldún no tiene comparación dentro del contexto árabe clásico. En el campo de la prosa ficticia de origen popular, destacan las obras Las mil y una noches, Aladino y la lámpara maravillosa, Alí Babá y los cuarenta ladrones y Simbad el marino.

## Arte
El arte islámico no es necesariamente religioso. El arte islámico es posible encontrarlo en todo el espacio geográfico ubicado entre España y la India principalmente, junto con otras zonas pobladas por musulmanes. En la época clásica, el empleo de una única lengua en todo el territorio dio un sentido de unicidad al arte islámico, que desde un comienzo tiene un sentido fino de arte, reflejado en su caligrafía.
Si bien prácticamente no hay un desarrollo de la escultura en el arte islámico, si es destacable el trabajo realizado en objetos de metal, marfil y cerámica, objetos hermosos elaborados con una gran perfección técnica. También son destacables el nivel de las pinturas e ilustraciones de libros (sagrados y profanos) que se llevaron a cabo en la antigüedad.

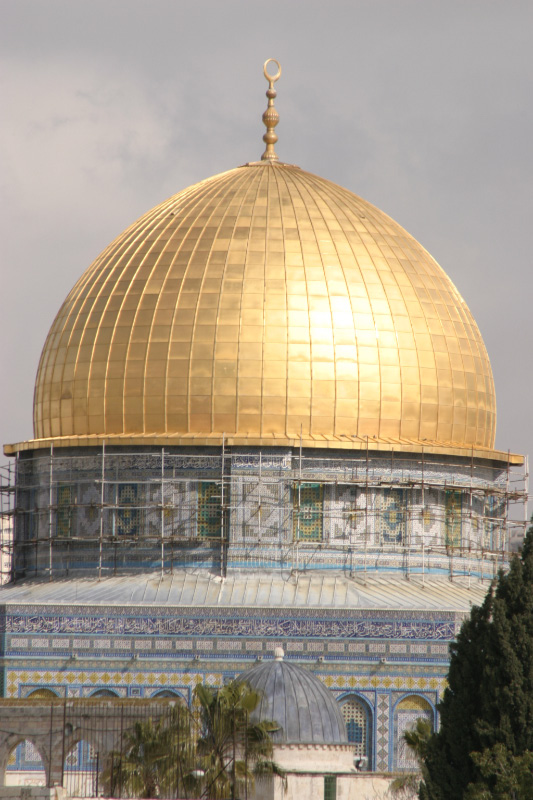
El Domo de la Roca es un ejemplo clave de la arquitectura islámica.

## Arquitectura
La arquitectura islámica es un término amplio que agrupa los estilos religiosos propios de la cultura islámica desde los tiempos de Mahoma hasta nuestros días, influenciando en el diseño y construcción de edificios y estructuras por todo el mundo.

## Música
La música árabe se clasifica en tres tipos: clásica, sentimental y tradicional. En ella se pueden encontrar desde piezas de música secular y popular, hasta algunas de carácter eminentemente religioso. Es particular el enfoque que la música árabe le otorga a la melodía y al ritmo, generando una música homofónica y contrapuesta a la cuestión armónica.
Parte de los conceptos musicales árabes han entrado en contacto con la música de otras latitudes, destacando su presencia en el flamenco europeo y en ritmos africanos, tanto bereber como suajili.